# کالتا تورتل
کالتا تورتل (به اسپانیایی: Caleta Tortel) یک منطقهٔ مسکونی در شیلی است که در تورتل واقع شده‌است. کالتا تورتل ۳۲۰ نفر جمعیت دارد.